# Gymnema javanicum
Gymnema javanicum là một loài thực vật có hoa trong họ La bố ma. Loài này được Koord. mô tả khoa học đầu tiên năm 1911.